# Conjunto de huellas

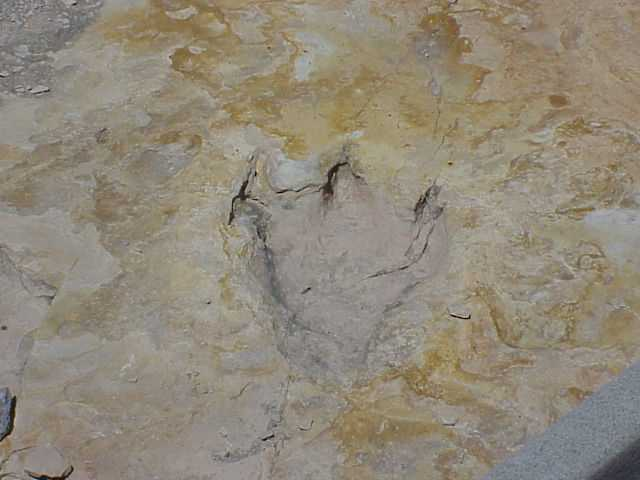
Una huella fosilizada de dinosaurio de un conjunto fósil de huellas en el Parque Estatal de Clayton Lake, Nuevo México.

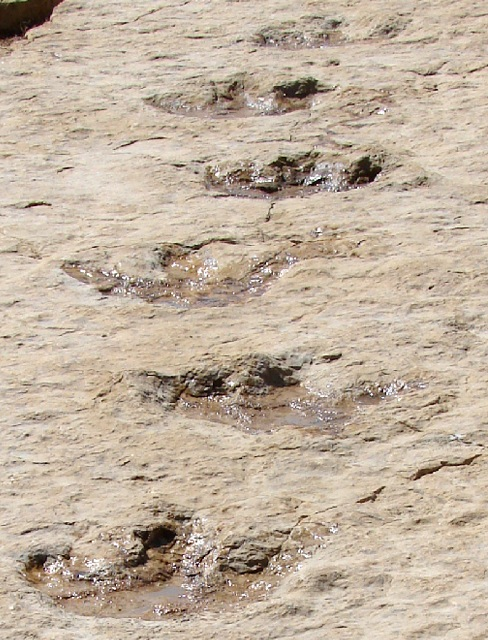
Huellas de dinosaurio halladas en Yemen.

En biología, un conjunto de huellas puede ser un conjunto de impresiones en tierra blanda; normalmente, un conjunto de pisadas dejadas por un animal. Un conjunto fósil de huellas es la impresión fosilizada de un conjunto de huellas. Se han encontrado conjuntos de huellas por todo el mundo. Son especialmente valiosos para determinar algunas características de formas de vida, tales como el comportamiento. Así pues, algunos conjuntos de huellas de homínidos en África demostraron que vivían en grupo y que no eran solitarios. El estudio de los conjuntos de huellas es un aspecto de la icnología, el estudio de las marcas dejadas por organismos vivos. Ya que la identificación de los productores de conjuntos de huellas normalmente se ha comprobado que no es posible, a éstos se les atribuye el nombre genérico convencional Ichniotherium, «criatura marcadora».
Una posible primera conexión entre un conjunto de huellas y la criatura que lo dejó fue publicado por los doctores Sebastian Voigt y David Berman y Amy Henrici en el ejemplar del 12 de septiembre de 2007 de la revista Journal of Vertebrate Paleontology. Los paleontólogos que crearon la conexión contaron con la ayuda de conjuntos de huellas inusualmente detallados dejadas en lodo de grano fino del Pérmico de la formación de Tambach en el centro de Alemania, junto con esqueletos fosilizados excepcionalmente completos en los mismos estratos de 290 millones de años de antigüedad. Hicieron coincidir los dos conjuntos de huellas más comunes con los dos fósiles más comunes, dos herbívoros con aspecto de reptil conocidos como Diadectes absitus (con el seudónimo del conjunto de huellas Ichniotherium cottae) y Orobates pabsti (con el seudónimo Orobates pabsti).

## Ejemplos de conjuntos de huellas de animales o de homínidos
- Dinosaurios terópodos, cerca de Las Cruces (Nuevo México).
- Dinosaurios, Chavín de Huantar, Perú
- Dinosaurios, Formación de Glen Rose, Texas.
- Dinosaurios, Inglaterra.
- Dinosaurios, China.
- Homínidos, África.
- Conjuntos de huellas paleozoicas cerca de Las Cruces (Nuevo México).